# エリック・マコーマック
エリック・マコーマック（Eric McCormack、1962年4月18日 - ）は、カナダ出身の俳優。

## 来歴
トロントで生まれ、カルガリー育ち。父親は石油会社のファイナンシャル・アナリスト。3人兄弟の長男で、スコットランド、チェロキーの血を引いている。
高校卒業後に3年間トロントの演劇学校に通う。その後『真夏の夜の夢』、『三人姉妹』、『ヘンリー五世』などの舞台に立つ。その経験を生かしてテレビにも数多く出演。特に『ふたりは友達? ウィル&グレイス』の主人公ウィル・トゥルーマンで知られるようになる。
テレビ出演の合間にも舞台に立っており、1999年から2000年にかけてはブロードウェイでスーザン・ストローマンの『ザ・ミュージック・マン』に、2006年にはフラン・ドレシャーと共にオフ・ブロードウェイの舞台"Lovespring International"に出演した。
現在は"Big Cattle Productions"というテレビ制作会社を持っている。1999年にアメリカの市民権を取得。
2012年からはアメリカのCATV・TNTのテレビシリーズ『パーセプション 天才教授の推理ノート』で主人公のダニエル・ピアースを演じている。

## 主な出演作品

### 映画
| 年   | タイトル                                                    | 役名                     | 備考       |
| ---- | ----------------------------------------------------------- | ------------------------ | ---------- |
| 1987 | Much Ado About Nothing                                      | バルサザール             | テレビ映画 |
| 1992 | ロスト・ワールド/失われた世界 The Lost World                | エドワード・マローン     |            |
| 1992 | ロスト・ワールド2/続・失われた世界 Return to the Lost World | エドワード・マローン     |            |
| 1994 | SFアイランドシティ Island City                              | グレッグ                 | テレビ映画 |
| 1996 | エリア51 Night Visitors                                     | アンディ・ロビンソン     | テレビ映画 |
| 1997 | EXCEPTION/殺意のダイヤモンド Exception to the Rule          | ティモシー               |            |
| 1998 | ホーリーマン Holy Man                                       | スコット・ホークス       | 日本未公開 |
| 2000 | オードリー・ヘプバーン物語 The Audrey Hepburn Story         | メル・ファーラー         | テレビ映画 |
| 2009 | たった一人のあなたのために My One and Only                  | チャーリー               | 日本未公開 |
| 2010 | WHO IS クラーク・ロックフェラー? Who Is Clark Rockefeller?  | クラーク・ロックフェラー | テレビ映画 |

### テレビシリーズ
| 年        | タイトル                                                   | 役名                     | 備考                                                               |
| --------- | ---------------------------------------------------------- | ------------------------ | ------------------------------------------------------------------ |
| 1993      | ザ・コミッシュ The Commish                                 | ダニー・ノーラン         | 計2話出演                                                          |
| 1993      | 絹の疑惑 シルク・ストーキング Silk Stalkings               | マイケル・オハラ         | 1エピソード                                                        |
| 1994-1995 | ロンサム・ダブ Lonesome Dove: The Series                   | クレイ・モスビー         | 21エピソード                                                       |
| 1995-1996 | ロンサム・ダブ Lonesome Dove: The Outlaw Years             | クレイ・モスビー         | 22エピソード                                                       |
| 1997      | ヴェロニカ's クローゼット Veronica's Closet                | グリフィン               | シーズン1第9話「ヴェロニカの麗しき姉弟愛」                         |
| 1998      | アリー my Love Ally McBeal                                 | ケヴィン・ケプラー       | シーズン1第21話「しあわせ予備軍」                                  |
| 1996-2006 | ふたりは友達? ウィル&グレイス Will & Grace                 | ウィル・トゥルーマン     | エミー賞主演男優賞（コメディ・シリーズ部門作品賞）受賞 計188話出演 |
| 2008      | アンドロメダ・ストレイン The Andromeda Strain              | ジャック・ナッシュ       | ミニシリーズ 計4話出演                                             |
| 2008      | 名探偵モンク Monk                                          | ジェームズ・ノヴァク     | シーズン6第7話「100回目の罠」                                      |
| 2009      | Trust Me                                                   | メイソン・マグアイア     | 13エピソード                                                       |
| 2009      | LAW & ORDER:性犯罪特捜班 Law & Order: Special Victims Unit | ヴァンス・シェパード     | シーズン11第2話「愛のバランス」                                    |
| 2009-2010 | The New Adventures of Old Christine                        | マックス・カーショウ博士 | 6エピソード                                                        |
| 2012-2015 | パーセプション 天才教授の推理ノート Perception             | ダニエル・ピアース       | 主演                                                               |